# Claudio Villa (Comiczeichner)

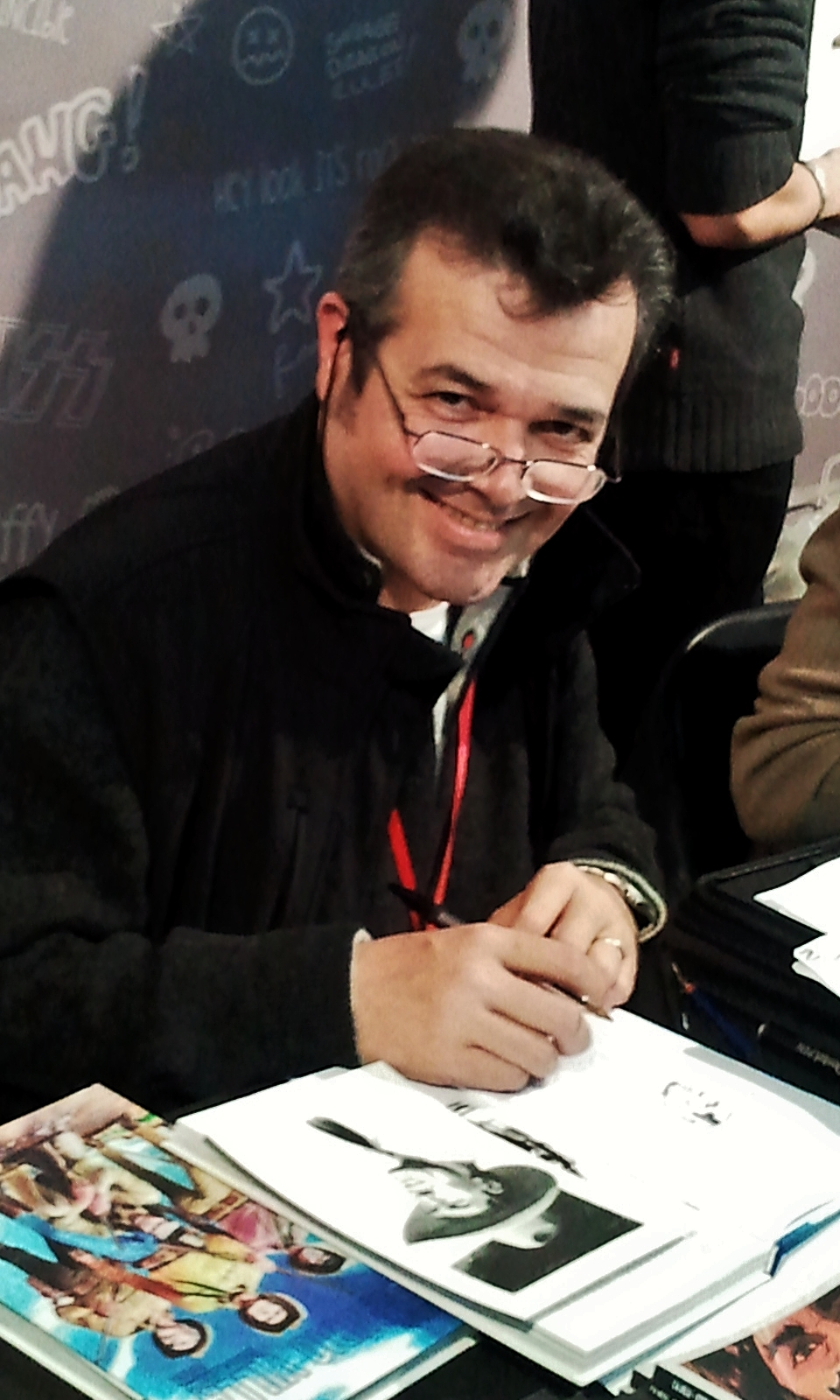
Claudio Villa auf der Lucca Comics&Games 2012

Claudio Villa (* 31. Oktober 1959 in Lomazzo, Provinz Como) ist ein italienischer Comiczeichner.

## Leben und Werk
Villa, der seine Comiczeichnerkarriere im Zeichenstudio von Franco Bignotti begann, veröffentlichte als erste Comics die Mittelalter-Serie Enguerrand et Nadine und die Science-Fiction-Serie Gun Gallon. Zu Beginn der 1980er Jahre stieß er zu Daim Press und zeichnete eine Episode von Martin Mystère. Ebenfalls in den 1980er Jahren zeichnete er über drei Jahre lang die Cover von Dylan Dog. Seit 1986 gehört er zum Zeichnerteam um die Comicserie Tex Willer.